# Епархия Брентвуда
Епархия Брентвуда — римско-католический диоцез с центром в городе Брентвуде графства Эссекс в Англии. Диоцез основан 20 июля 1917 года путём выделения из архиепархии Вестминстера. Диоцез входит в провинцию Вестминстера.   
Площадь диоцеза составляет 3967 км² и включает графства: Эссекс и восточную часть Большого Лондона. Диоцез насчитывает 12 деканатов и 135 приходов. Кафедральный собор — собор Святой Марии и Святой Елены на Ингрейв-роуд в Брентвуде.

## Ординарии епархии
- епископ Бернард Николас Уорд (20.07.1917 — † 21.01.1920)
- епископ Артур Даблдей (7.05.1920 — † 23.01.1951)
- епископ Джордж Эндрю Бек, A.A. (23.01.1951 — 28.11.1955), назначен епископом Солфорда
- епископ Бернард Патрик Уолл (30.11.1955 — 14.04.1969)
- епископ Патрик Каси[англ.] (2.12.1969 — 12.12.1979)
- епископ Томас Макмаон[англ.] (16.06.1980 — 14.04.2014)
- епископ Алан Уильямс, S.M. (с 14.04.2014)